# Berezova Luka, Hadeaci
Berezova Luka (în ucraineană Березова Лука) este localitatea de reședință a comunei Berezova Luka din raionul Hadeaci, regiunea Poltava, Ucraina.

## Demografie
Componența lingvistică a localității Berezova Luka
     Ucraineană (98,54%)
     Rusă (1,46%)
Conform recensământului din 2001, majoritatea populației localității Berezova Luka era vorbitoare de ucraineană (98,54%), existând în minoritate și vorbitori de rusă (1,46%).